# Hauido
Hauido (también escrito Haui-do o Isla Haui, en coreano: 하의도) es una isla situada frente a las costas de Corea del Sur, en el Mar Amarillo, que forma parte del condado de Sinan, en la provincia de Jeolla del Sur (Jeollanam-do, 전라남도). Tiene una superficie de 14,46 kilómetros cuadrados y su población era de 1 970 personas en 1999. Fue el lugar de nacimiento del expresidente surcoreano Kim Dae-jung.

## Descripción general
Originalmente estaba dividida en varias islas, pero se conectaron mediante trabajos de recuperación de tierras. La mayoría de los pueblos están situados al pie de una montaña y hay grandes extensiones de campos de arroz a su alrededor. Los principales productos agrícolas son el arroz, la cebada, los frijoles, los pimientos, las batatas, el ajo y las cebollas verdes, y en las aguas circundantes se capturan anchoas y anguilas. 